# Sara Breidenbach
Sara Breidenbach (* 14. Januar 1992 in Mailand) ist eine italienische Beachvolleyballspielerin.

## Karriere
Mit ihrer ersten Beachpartnerin Elena Colombi erreichte Sara Breidenbach einige regionale Erfolge. Mit Chiara They gewann sie 2021 die Ein-Sterne-Events in Budapest und Cervia. Mit Giada Benazzi beschränkten sich die Erfolgserlebnisse der gebürtigen Mailänderin wieder auf nationale Turniere. 
Im August 2022 entschied sich Reka Orsi Toth, die nach der Verletzung ihrer älteren Schwester Viktoria bei der WM in Rom im Spiel gegen die späteren Bronzemedaillengewinnerinnen Cinja Tillmann und Svenja Müller ohne Partnerin dastand, mit Sara Breidenbach bei der Europameisterschaft in München anzutreten. Die beiden Italienerinnen verloren ihr erstes Gruppenspiel gegen ihre Landsfrauen Marta Menegatti und Valentina Gottardi, bezwangen jedoch anschließend zunächst die Ukrainerinnen Ewhenyja Bajewa und Tetjana Lasarenko sowie in der ersten Hauptrunde die Finninnen Taru Lahti und Anniina Parkkinen. Im Achtelfinale besiegten die späteren spanischen Halbfinalistinnen Daniela Álvarez und Tania Moreno jedoch die italienischen Athletinnen, sodass die in der Abschlusstabelle der EM den geteilten neunten Rang belegten.